# Cyclone Tasha
Le cyclone Tasha (2010) fut une courte mais dévastatrice tempête tropicale (échelle de Saffir-Simpson) qui a provoqué une grande inondation du Queensland en Australie pendant le congé de Noël de l'année 2010. Dans l'échelle utilisée par le Bureau of Meteorology australien cela correspond à un cyclone tropical de catégorie 1, d'où la confusion de terme.

## Histoire
Ce qui deviendra le cyclone Tasha est détecté pour la première fois le 24 décembre 2010 par le Joint Typhoon Warning Center (JTWC) comme une faible dépression accompagnée de profondes convections atmosphériques. Vue de l'extérieur, la structure de circulation de la tempête est incertaine, même si les bandes de précipitations indiquent son centre. Le peu de vents en provenance de l'ouest contredisent cette information. À environ 370 kilomètres au nord-est de Cairns dans le Queensland, les conditions météorologiques sont favorables, tel qu'un faible cisaillement du vent, au développement d'une zone de basse pression.
Plus tard dans la journée du 24 décembre, le Bureau of Meteorology australien (BOM) catégorise le système comme une faible dépression tropicale. Peu après, le système se déprime rapidement alors que de profondes convections apparaissent près d'un centre de faible circulation. Le JTWC émet alors un Tropical Cyclone Formation Alert en prévision d'une intensification du système qui pourrait provoquer un cyclone tropical dans les 24 heures. À 16 h UTC, le BOM fait passer le système à cyclone tropicale de catégorie 1 dans l'échelle australienne, tempête tropicale dans celle de Saffir-Simpson, lui assignant le nom « Tasha ».
Quelques heures après que le BOM ait qualifié la tempête de cyclone tropical, le JTWC suit en émettant son premier avertissement météo, la classant comme un cyclone tropical 04P. Situé sur le bord nord-ouest d'une dorsale subtropicale du Pacifique sud, Tasha prend la direction du sud-ouest vers le Queensland, et augmente en intensité. La tempête atteint son pic d'intensité le 24 décembre avec des vents de 75 km/h et une pression barométrique de 993 mbar. Quelques heures plus tard, toujours à la même intensité, Tasha touche terre entre Cairns et Innisfail dans le Queensland. Plus tard la même journée, le BOM émet son dernier avertissement alors que Tasha faiblit et devient une zone de basse pression au-dessus du Queensland. Le JTWC émet un avis semblable quelques instants plus tard. Ce qui reste de Tasha continue de déverser d'abondantes pluies sur la région pendant plusieurs jours.